# 砂糖菓子の弾丸は撃ちぬけない
『砂糖菓子の弾丸は撃ちぬけない』（さとうがしのだんがんはうちぬけない、A Lollypop or A Bullet）は、桜庭一樹による日本のライトノベル。イラストはむーが担当している。富士見ミステリー文庫（富士見書房）より2004年11月に刊行された。『このライトノベルがすごい！』作品部門では2006年版で3位を獲得している。
『月刊ドラゴンエイジ』（富士見書房）にて杉基イクラによるコミカライズが2007年2月号から2008年2月号まで連載された。

## あらすじ
山田なぎさは、片田舎に住む「早く大人になりたい」と願う女子中学生。ある日、彼女の通う中学に、自分のことを「人魚」と言い張る少女・海野藻屑が、東京から転校してくる。藻屑に振り回されるなぎさだが、藻屑の秘密に触れていくにつれ親交を深めていく。しかし、藻屑の父親である海野雅愛の虐待が悪化の一途を辿ると同時に、なぎさと藻屑に別れの時が迫っていた。

## 登場人物
山田なぎさ（やまだ なぎさ）
鳥取県の市営住宅で、母と兄とともに暮らす少女。動物好き。リアリストで、早く卒業して社会に出ることを望んでいる。不器用ながらも藻屑と親交を深めるようになる。
海野藻屑（うみの もくず）
東京から、山田なぎさのクラスに転校してきたボク少女。自分のことを人魚と言い張り、いつもミネラルウォーターを飲んでいる。実父の雅愛から日常的な虐待を受けているが、本人はそれを「愛情表現」と称し、彼を庇うような言動をとっている。
花名島正太（かなじま しょうた）
野球部に所属している坊主頭（コミック版では短髪）の少年。山田なぎさや海野藻屑のクラスメイト。海野藻屑に好意を抱いている。
山田友彦（やまだ ともひこ）
山田なぎさの兄。絶世の美少年だが、あるきっかけにより引きこもりとなった。山田なぎさに言わせると「貴族」。物事を静観するようなそぶりを見せている。
海野雅愛（うみの まさちか）
藻屑の父親。芸能人で歌手。藻屑を執拗に虐待している。藻屑の母親だった妻にも（離婚するまで）暴力を振るっていた模様。暴力的な面を持つと同時に、藻屑同様、精神が病んでいた。

## 既刊一覧

### 小説
- 桜庭一樹（著） / むー（イラスト） 『砂糖菓子の弾丸は撃ちぬけない』 富士見書房〈富士見ミステリー文庫〉、2004年11月10日発売[4]、ISBN 4-8291-6276-7
  - 「単行本」2007年2月28日発売[5]、ISBN 978-4-8291-7634-4
  - 「角川文庫版」2009年2月25日発売[6]、ISBN 978-4-04-428104-5

### 漫画
- 桜庭一樹（原作） / 杉基イクラ（作画） 『砂糖菓子の弾丸は撃ちぬけない』 富士見書房〈単行本コミックス〉、全2巻
  - 「上」2008年3月6日発売[7]、ISBN 978-4-04-854171-8
  - 「下」2008年3月6日発売[8]、ISBN 978-4-04-854172-5